# Pediatrični večorganski vnetni sindrom
Pediatrični večorganski vnetni sindrom (krajš. PVVS) ali večorganski vnetni sindrom pri otrocih (angl. Multisystem Inflammatory Syndrome in Children, MIS-C) je redka sistemska bolezen pri otrocih, ki se kaže z vročino in zelo hudim sistemskim vnetjem in ki je povezana z okužbo z virusom SARS-CoV-2, ki povzroča covid 19. Lahko hitro napreduje do stanja, ki zahteva nujno medicinsko pomoč, na primer do šoka zaradi nezadostne prekrvljenosti organov. Pride lahko do odpovedi enega ali več organov. Opozorilni znak je nerazložljiva vztrajna vročina s hudo simptomatiko, ki se pojavi pri okuženih s covidom 19. Pomembna je takojšnja obravnava pri pediatru. Večina otrok s PVVS potrebuje zdravljenje na intenzivni negi.
Pri vseh otrocih s PVVS je prisotna vztrajna vročina, drugi simptomi se pa lahko razlikujejo. Med prvimi simptomi se pogosto pojavijo bolečine v trebuhu z drisko ali bruhanjem. Pogoste so tudi bolečine v mišicah, splošna utrujenost in znižan krvni tlak. Lahko se pojavljajo pordele oči, izpuščaj, povečane bezgavke, otekanje rok in nog, ter »malinast jezik«. Možen je tudi pojav nevroloških simptomov.  Če se otrokov prirojeni imunski sistem odzove nenadzorovano močno, lahko pride do tako imenovane citokinske nevihte.Pojavi se lahko tudi odpoved delovanja srca. Med zaplete spadajo poškodba srčne mišice, dihalna stiska, akutna odpoved ledvic in trombofilija (povečano strjevanje krvi). Nastanejo lahko tudi nepravilnosti v koronarnem arterijskem sistemu, od dilatacij do anevrizem.
Gre za življenjsko ogrožajočo bolezen, ki se po sedanjih podatkih konča s smrtjo pri manj kot 2 % poročanih primerov. Bistveni sta zgodna prepoznava in hitra pomoč specialista. Za zdravljenje se uporabljajo protivnetna zdravila, dobro učinkovitost izkazuje intravensko zdravljenje z imunoglobulini (lahko se daje sočasno s kortikosteroidi). Pogosto je potrebno nadomeščanje kisika. Za zdravljenje simptomov je pomembna podporna nega. Večina otrok, ki je deležna strokovnega bolnišničnega zdravljenja, preživi.
PVVS je nov sindrom, vendar se znanje o njem hitro povečuje. Klinično se bolezen izraža podobno kot kawasakijev sindrom – redka bolezen neznanega vzroka, ki se pojavlja zlasti pri manjših otrocih in povzroči vnetje žilja po telesu. Klinično lahko izkazuje tudi značilnosti nekaterih drugih hudih vnetnih stanj pri otrocih, kot sta sindrom toksičnega šoka in sindrom aktivacije makrofagov. Vendar pa kaže, da gre za ločeno bolezen. Prizadene lahko tudi starejše otroke.
Velja, da gre za posledico okužbe z virusom SARS-CoV-2, vendar pa antigenski test ali test na protitelesa ni vedno pozitiven. V diferencialni diagnostiki je pomembna izključitev drugih vzrokov, kot so bakterijske in druge okužbe.
Bolezen je verjetno posledica zapoznelih patoloških procesov pri določenih otrocih z genetsko predispozicijo. Evropski center za preprečevanje in obvladovanje bolezni (ECDC) navaja, da je tveganje pri otrocih v Evropi nizko. Kaže, da obstajajo razlike med rasami in da so dovzetnejši otroci z afriškim, afrokaribskim ali latinskoameriškim poreklom, medtem ko je kawasakijeva bolezen pogostejša pri otrocih vzhodnoazijskega porekla. Prvotna poročila o primerih bolezni so prihajala iz Evrope in Združenih držav Amerike, kasneje pa so o njej poročali tudi iz drugih predelov sveta. Obstajajo tudi posamezna poročila o podobnih primerih pri odraslih; gre za t. i. večorganski vnetni sindrom pri odraslih.

## Ozadje
Število primerov otrok s simptomnim potekom covida 19 je sorazmerno majhno in kaže, da otroci na splošno zbolevajo v blažji obliki. V zgodnji fazi okužbe so okuženi otroci povsem brezsimptomni ali pa se bolezen le blago izraža in tudi kasnejša, »pljučna« faza, ki je lahko pri odraslih življenjsko ogrožajoča, je pri otrocih načeloma odsotna ali kvečjemu blaga. Primeri otrok s hudo simptomatiko so sicer zelo redki, vendar pa nekateri pediatrični bolniki potrebujejo tudi intenzivno nego. Smrtnih primerov zaradi covida 19 pri otrocih je malo.
Aprila 2020 so poročali o manjši skupini otrok s potrjeno okužbo z virusom SARS-CoV-2 ter s simptomi, ki so ustrezali kriterijem za diagnosticiranje kawasakijeve bolezni. Pri nekaterih je prišlo tudi do šoka. Kawasakijeva bolezen je sicer redka in prizadene zlasti majhne otroke; le izjemoma so poročali o nastopu bolezni pri odraslih. Gre za obliko vaskulitisa, pri čemer so prizadete krvne žile po vsem telesu; pojavi se tudi vztrajna vročina. Bolezen izzveni pravilo samoodsebno, pri nekaterih otrocih pa se kot zaplet pojavi anevrizma koronarne arterije, ki je lahko tudi življenjsko ogrožajoča. Lahko se pojavi tudi šok, ki se kaže kot znižan krvni tlak (hipotenzija) s slabo prekrvljenostjo organov. Vzrok ni pojasnjen; možno je, da gre za avtoimunski in/ali avtoinflamatorni odziv na določeno okužbo pri genetsko dovzetnih posameznikih. Ne obstaja diagnostični test za potrditev bolezni, tako da diagnostika temelji na kliničnih in laboratorijskih značilnostih (vztrajna vročina, razširjen izpuščaj, povečane bezgavke, vnetje veznice, spremembe na sluznicah, otekline na rokah in nogah). Izkazalo se je, da sta PVVS in kawasakijeva bolezen sorodni, a ločeni bolezni s podobno simptomatiko.

## Klinični znaki in simptomi
PVVS je sistemska bolezen, za katero so značilni vztrajna vročina, zelo hudo vnetno dogajanje v telesu in motnje delovanja organov. Časovno je bolezen povezana z okužbo s covidom 19. Bolezen lahko nastopi v času aktivne okužbe z virusom SARS-CoV-2 (ki je lahko tudi brezsimptomna) ali pa zapoznelo. Pojavi se okoli dva do tri tedne od okužbe z virusom SARS-CoV-2, lahko pa tudi kasneje (podatki so tudi o pojavu bolezni po šest tednih po okužbi). Ko ima otrok simptome PVVS, so pogosto v njegovi krvi zaznavna protitelesa proti SARS-CoV-2, vendar pa je izvid testa RT-PCR že negativen.
Vztrajna vročina je prisotna pri vseh bolnikih s PVVS, prisotnost in izraženost drugih znakov in simptomov pa je med bolniki različna. Večina otrok s PVVS ima tudi prebavne simptome, kot so driska, bruhanje in bolečine v trebuhu (včasih so bolečine tako hude, da obstaja sum na vnetje slepega črevesa). Zelo pogoste so tudi bolečine v mišicah, utrujenost in splošna slabotnost. Zlasti pri otrocih, mlajših od pet let, so lahko prisotni simptomi, ki spominjajo na kawasakijevo bolezen, in sicer malinast jezik, razpokane ustnice, negnojno vnetje veznice, razširjen osip (značilen za levkocitoklastični angiitis), pordele in/ali zatekle roke in noge ter povečane bezgavke. Prisotna je lahko tudi bolečina v prsnem košu ali vratu. Poročali so tudi o hudem glavobolu, duševnih motnjah in nevroloških simptomih. Prisotni so lahko tudi znaki meningitisa. V nekaterih primerih pride do hudega padca krvnega tlaka in pojava šoka, pri čemer je potrebna intenzivna nega.
Zelo pogosto je prizadet srčno-žilni sistem. Lahko pride do akutne srčne motnje v obliki disfunkcije levega prekata; iztisni delež levega prekata pogosto pade pod 60 %. Šok je pogosto  srčnomišičnega izvora. Dihalni simptomi so manj pogosti in običajno ne izstopajo.
Laboratorijski pokazatelji kažejo na hudo vnetje v telesu (hiperinflamacijo). Med vnetnimi biološkimi označevalci so običajno močno povišani hitrost sedimentacije eritrocitov (ESR), C-reaktivna beljakovina (CRP), prokalcitonin, feritin in IL6. Pogosto pride tudi do trombocitopenije (znižanega števila krvnih ploščic) in motenj strjevanja krvi (koagulopatije), ki ju spremljajo povišane ravni D-dimera in fibrinogena. Pojavljajo se tudi druge spremembe krvne slike, kot je povečano število belih krvničk (levkocitoza), zlasti nevtrofilcev ob znižanem številu limfocitov (limfopenija). Število rdečih krvničk in krvnih ploščic je lahko normalno ali zmanjšano. Pogosto se razvije tudi akutna jetrna okvara s hipoalbuminemijo.

## Zdravljenje
O zdravljenju PVVS je na voljo razmeroma malo podatkov, saj gre za novo in redko bolezen. Zdravljenje temelji zlasti na mnenjih strokovnjakov, ki temeljijo tudi na znanju o obravnavi otrok s kawasakijevo boleznijo in sorodnih sistemskih vnetnih stanj ter na podatkih o zdravljenju odraslih s covidom 19. Zdravljenje je prilagojeno posamezniku in pri njem sodelujejo strokovnjaki različnih specialnosti. Pristopi k obravnavi bolnikov s PVVS se razlikujejo.
O učinkovitosti posameznih oblik zdravljenja je na voljo le malo podatkov. Večina otrok, ki so jih zdravili na enak način kot pri kawasakijevi bolezni, je okrevala. Osnovno je podporno zdravljenje, ki lahko pri blagi ali zmerni obliki bolezni tudi zadošča. Pri zapletih je lahko potrebno dodatno, agresivnejše podporno zdravljenje. Zlasti pri otrocih, ki razvijejo šok, sta lahko učinkoviti srčna in dihalna podpora.
Strategije zdravljenja temeljijo zlasti na protivnetnih zdravilih, zdravljenju šoka ter preprečevanju tromboze. V večini primerov se uporablja tudi intravensko zdravljenje z imunoglobulini, ki kaže dobre rezultate. Prav tako se lahko uporablja zdravljenje s kortikostreroidi. Pri PVVS se bolniki v primerjavi s kawasakijevo boleznijo pogosteje ne odzovejo na zdravljenje z imunoglobulini, kar zahteva zdravljenje s kortikosteroidi. Pri manjšem deležu otrok so uporabili tudi zaviralce citokinov kot dodatno zdravljenje, z namenom zaviranja proizvodnje interlevkina 6 (tocilizumab) ali interlevkina 1 (anakinra). Uporabljajo se tudi zaviralci TNF-α (infliksimab). Pri otrocih z motenim delovanjem srca in znižanim krvnim tlakom se pogosto uporabljajo inotropna ali vazoaktivna zdravila. Uporabljajo se tudi antikoagulanti, na primer aspirin v nizkih odmerkih.

## Vzrok
PVVS povezujejo s covidom 19 in kaže, da bolezen dejansko nastopi po okužbi z virusom SARS-CoV-2, vendar pa vzročna povezava ni dokazana in tudi ne dobro razumljena. Tudi ni znano, v kakšnem obsegu je PVVS etiološko soroden kawasakijevi bolezni, ki je bila poznana že pred pojavom covida 19 in ki naj bi jo sprožili drugi virusni povzročitelji. Obstaja tudi podobnost s sindromom toksičnega šoka, vendar pri PVVS ni nikakršnega dokaza o povezavi s stafilokoknimi ali streptokoknimi toksini. Tudi vloga pridruženih bolezni ni pojasnjena. Boljše razumevanje mehanizmov PVVS bo potencialno pomembno tudi pri obvladovanju in zdravljenju bolezni.

## Epidemiologija
Epidemiološki podatki so omejeni in temeljijo predvsem na objavljenih nizih primerov. Gre za novo, porajajočo se bolezen, ki je po trenutnih ocenah redka. Podatki o pojavnosti (incidenci) niso znani. Na osnovi razpoložljivih poročil je smrtnost med diagnosticiranimi primeri okoli 1,7-odstotna (kar je bistveno več kot pri kawasakijevi bolezni, ki ima po podatkih z Japonskega okoli 0,07-odstotno smrtnost).